# Estación de Aranda de Duero-Montecillo
Aranda de Duero-Montecillo, también conocida simplemente como Aranda de Duero, es una estación de ferrocarril situada en el municipio español de Aranda de Duero, en la provincia de Burgos. En la actualidad las instalaciones, cerradas al público desde el 1 de septiembre de 2015, prestan servicio al tráfico de mercancías entre Burgos y Aranda de Duero. Durante algunos años coexistió en el municipio con otra estación, la de Aranda de Duero-Chelva.

## Situación ferroviaria
La estación forma parte de la línea férrea de ancho ibérico Madrid-Burgos, punto kilométrico 184,6.

## Historia

### Orígenes y construcción
Los orígenes de la estación se encuentran en el inicio de las obras del ferrocarril directo Madrid-Burgos, que se empezó a construir en 1926 —durante la dictadura de Primo de Rivera— dentro del Plan Preferente de Ferrocarriles de Urgente Construcción. Al estallar la Guerra Civil, en 1936, las instalaciones estaban todavía a medio construir. Sería en los talleres anexos donde, en 1937, las tropas franquistas habilitaron un campo de concentración para la reclasificación de prisioneros republicanos que llegaría a tener una capacidad de 4000 reos. Dados el hacinamiento y la insalubridad del centro fallecieron al menos 70 personas por diversas enfermedades. También abundaban los reclusos menores de edad, que eran recatolizados de manera forzada, con ceremonias ejemplares de bautizos y comuniones en masa de las que ha quedado constancia fotográfica. El campo se mantuvo en funcionamiento hasta noviembre de 1939. Las obras de la estación de ferrocarril del Montecillo no quedarían terminadas hasta tres décadas más tarde.

### Entrada en servicio
En 1968 fue inaugurado por RENFE el ferrocarril directo Madrid-Burgos, que suponía una alternativa más corta a la histórica línea Madrid-Irún, que pasaba por Ávila, Medina del Campo y Valladolid. Desde su inauguración Aranda de Duero-Montecillo fue la estación intermedia más importante de la línea, con numerosos viajeros y circulaciones. En esta estación hacían parada desde los trenes regionales hasta el Talgo Madrid-Paris, pasando por numerosos trenes hacia el País Vasco con lo cual durante la década de 1970 y primera mitad de los 80 la línea y esta estación en concreto vivieron su mejor momento. También hubo trenes con destino a Algeciras. No muy lejos se encontraba la estación de Aranda de Duero-Chelva, perteneciente a la línea Valladolid-Ariza. A pesar de estar en la misma localidad, en ningún momento de los 17 años en las que coincidieron servicios de pasajeros hubo correspondencia entre ambas estaciones, por lo que no existió la opción de trasbordo directo entre las líneas. 
A finales de la década de 1980 empezó la decadencia de la estación de Aranda de Duero-Montecillo, con cada vez menos circulaciones lo que se traducía en menos viajeros, hasta llegar al punto crítico de mediados de los años 1990. La decadencia del ferrocarril directo de Burgos afectó más que a ninguna otra población a Aranda de Duero, ya que es la localidad con mayor número de habitantes de la línea —tras la eliminación del único regional que quedaba—. Desde ese momento esta población solo dispuso de un solo servicio diario de ida y vuelta realizado por un Talgo, lo cual era muy poco competitivo con el transporte por carretera. Además el servicio de este único tren fue cada vez a peor y en numerosas ocasiones ni siquiera el tren pasaba por Aranda desviándose por Valladolid a través de la línea Madrid-Irún. Desde enero de 2005, con la extinción de la antigua RENFE, el ente Adif es el titular de las instalaciones ferroviarias.

### Últimos años
En febrero de 2010, tras un accidente del talgo entre Fontioso y Bahabón de Esgueva, se suspendió el servicio de viajeros en la línea y pasó a ofrecerse un servicio alternativo de autobús haciendo el mismo trayecto, con lo que desde ese momento la estación de Aranda de Duero dejó de tener servicio de viajeros y tan solo la recorrían algunos trenes de mercancías. Como consecuencia de la falta de mantenimiento de la línea, en marzo de 2011 se produjo el hundimiento de un túnel en Somosierra que dejó sepultada una bateadora que, bajo concesión, realizaba labores para Adif. El entonces ministro de Fomento, José Blanco, declaró que esta línea debía ser eliminada. En 2012 la ministra de Fomento, Ana Pastor, clausuró definitivamente la línea Madrid-Burgos para el servicio de pasajeros.  En 2015, y pese a la oposición ciudadana, Adif decide el cierre definitivo de la estación de Aranda de Duero al público. Actualmente, su actividad queda reducida al tráfico de mercancías que circulan desde Aranda de Duero al norte de España. En 2015 nació la «Plataforma por la Recuperación del Directo Madrid-Burgos», que pretende luchar hasta su reapertura completa y demostrar su viabilidad total.

## Características
El complejo ferroviario original estaba previsto que contase con diversas instalaciones: un edificio de viajeros, depósitos de agua, muelle de carga, talleres y una espaciosa playa de vías —con varias vías de apartadero—. También acogería una reserva de locomotoras, la cual disponía de puente giratorio y de unas sencillas cocheras, a pesar de que en el momento de su inauguración (1968) la tracción vapor se hallaba en franca decadencia. A la entrada del edificio de viajeros existe un aparcamiento de automóviles. 
En la actualidad un tren siderúrgico realiza el servicio Burgos-Aranda de Duero. La mayoría de estos trenes bobineros llegan desde la terminal de Santurce, aunque a veces también hay convoyes procedentes de Portugal, Santander o Pasajes. En 2020 se realizaron 450 servicios de este tipo.